# Рипуарские диалекты
Рипуа́рские диале́кты (Ripoarėsch Shproache; этимологически — «речные», от объединения рипуарских франков вдоль Рейна) — группа диалектов, распространённых вдоль Рейна в Германии (Северном Рейн-Вестфалия, округа Ахен, Бонн, Кёльн, Дюссельдорф, Зиген, Эшвайлер; севере Рейнланд-Пфальц), а также в восточной Бельгии и на юго-востоке Нидерландов.
Рипуарская диалектная зона в основном входит в западносредненемецкую (рейнскую) диалектную зону (см. немецкие диалекты, германские языки). Северной границей рипуарских диалектов является так называемая линия Бенрата — изоглосса, отделяющая средненемецкие диалекты от нижненемецких (к югу от этой линии верхненемецкое передвижение согласных происходит в слове machen 'делать', а к северу — не происходит). К рипуарским диалектам близок люксембургский язык (на базе мозельских диалектов).
Для рипуарских диалектов характерно музыкальное ударение, что делает их частью так называемой «франконской тоновой области», куда также входят лимбургский диалект нидерландского языка и некоторые другие диалекты, распространенные в той же области.

## Распространение
Северной границей рипуарской диалектной зоны является линия Бенрата. На юге эта область доходит до Зигена, а на западе — до Эйпена. Южный её рубеж сравнительно точно совпадает с границей федеральной земли Северный Рейн-Вестфалия к югу от Бад-Хоннефа и Хеннефа. Кроме того, рипуарские диалекты распространены в двух небольших областях на севере Рейнланд-Пфальц: в регионе Бад-Нойенар-Арвайлер и в регионе Линц (Рейн). Здесь на правом берегу Рейна граница проходит между Лойбсдорфом-на-Рейне и Бад-Хённингеном, а на левом берегу, пройдя между Бад-Брайзигом и Бролем, продолжается под названием Винкстбахской линии (по названию притока Рейна). Здесь границы диалектных зон определяются принадлежностью в Кёльнскому курфюршеству. Кроме того, рипуарские диалекты распространены на севере немецкоговорящей части Бельгии (с 1919 года) и на юго-западной окраине лимбургского региона в Нидерландах.

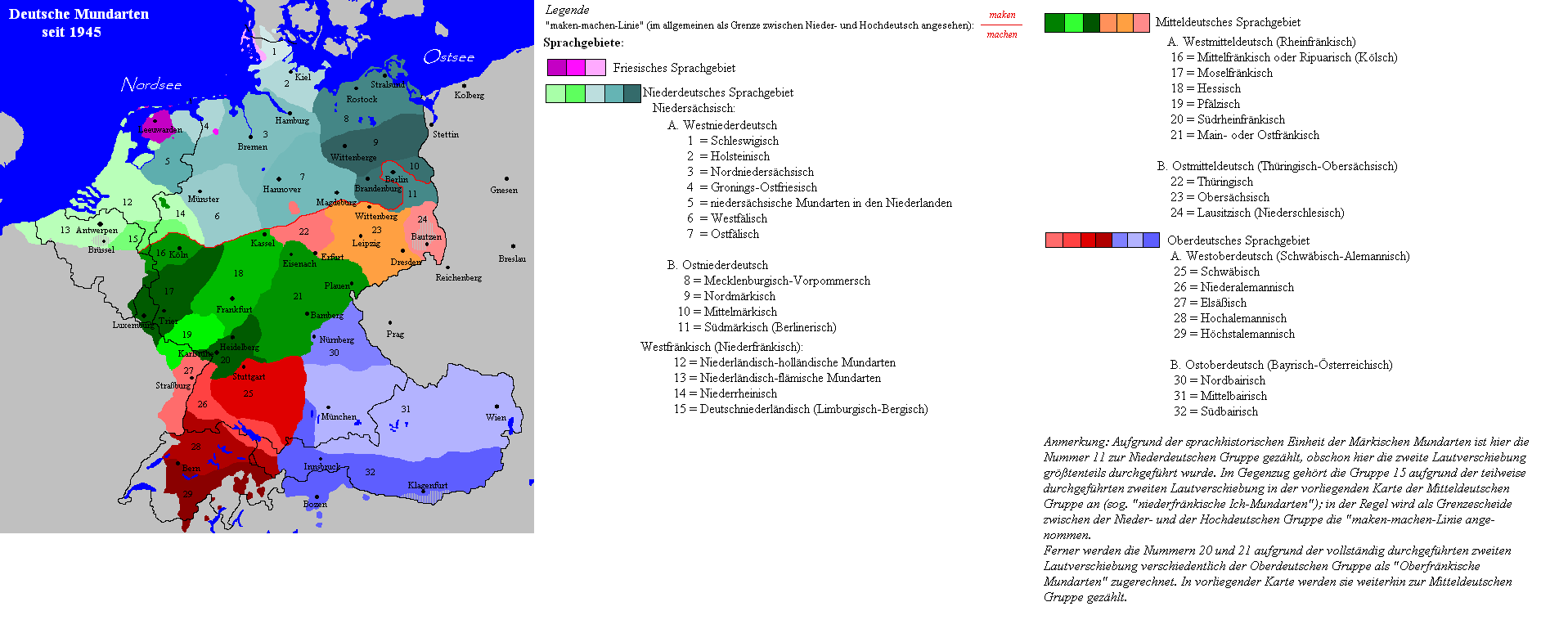
Рипуарская зона (вокруг Кёльна) к 1945; обозначена тёмно-зелёным цветом и цифрой 16.

Говоры, распространенные к северу от рипуарских, между линей Бенрата и линией Ирдинга (определяющей верхненемецкое передвижение согласных в слове «я» — к северу ik, к югу isch), оказываются к ним весьма близки. Поскольку многие нижненемецкие, а точнее — нижнефранкские диалекты обнаруживают с рипуарскими ряд общих черт, их иногда могут причислять к последним.

## Варианты
Наиболее известными среди рипуарских диалектов являются кёльнские (нем. Kölsch). В названии других рипуарских диалектов часто встречается элемент platt 'нижний', например Öcher Platt (Ахен), Stolberjer Platt (Штолберг), Eischwiele Platt (Эшвайлер).
Рипуарские диалекты близки и мозельским говорам, и нижнерейнским диалектам, так что их можно считать переходными говорами. С исторической точки зрения наиболее близким к рипуарским говорам является диалект Лимбурга в Нидерландах и Бельгии, который, однако, находясь по другую сторону границы, подвергается большему влиянию нидерландского языка и потому отдаляется от рипуарских диалектов.
Лексика рипуарских диалектов описана в «Рейнском словаре» (Rheinisches Wörterbuch)
Местные разновидности рипуарских диалектов отличаются многими нюансами семантики и лексики, но также особенностями произношения и грамматики. В целом говоры соседних местностей довольно похожи, и их носители могут без труда понимать друг друга, притом что диалекты удалённых друг от друга населённых пунктов могут различаться довольно сильно, вплоть до полного непонимания (это типично для ситуации диалектного континуума).

## Лингвистические особенности
Вместе с лимбургскими диалектами рипуарские формируют так называемую франконскую тоновую зону, так как в них существует система тонального ударения. Кроме того, ритм рипуарского предложения определяют чередования долготы гласных, небольшие паузы внутри слов, сандхи, (необязательная) эпентеза гласных (чаще всего шва), а также дифтонгизация многих гласных. В рипуарских диалектах в большей степени, чем в соседних идиомах, ударение и смена тона используются для выражения смысловых противопоставлений.

## Письменная форма
Несмотря на достаточно большое количество диалектной литературы, до сих пор стоит проблема адекватной передачи особенностей устной речи на письме. До сих пор не решен вопрос о том, на какой из множества местных говоров стоит опираться: более того, не все согласны, брать за основу немецкую или нидерландскую орфографию. Лишь для кёльнского диалекта предпринимались попытки организованной стандартизации («Академия нашего кёльнского языка», Akademie für uns Kölsche Sproch), которые, однако, были не слишком успешны.